# Asociația Europeană a Societăților de Celiachie
Asociația Europeană a Societăților de Celiachie (în engleză Association of European Coeliac Societies, AOECS) este asociație nonprofit a asociațiilor/societăților de celiachie din Europa, înființată în anul 1988. Asociația reprezintă interesele cetățenilor europeni care au intoleranță la gluten. Are sediul înregistrat în Bruxelles, acționează în cadrul Europei și poate colabora cu asociații din afara Europei.

## Atribuții
AOECS acționează în ajutorul rezolvării problemelor membrilor asociației. Asociația europeană reprezintă interesele asociațiilor/societăților membre față de CODEX și Uniunea Europeană. Are statutul de membru observator permanent.
Prin prezența ei în aceste foruri a obținut:
- de la CODEX - revizuirea CODEX 1999, cu introducerea obligativității declarării glutenului în alimentele de larg consum.

- de la Uniunea Europeană - directiva 2003/89/EC, care preia și dezvoltă CODEX standard 1999, legea fiind aplicabilă în totalitate începând cu 1 ianuarie 2006 în țările membre UE. România a încercat preluarea acestei directive prin H.G. 1719/2004 (aplicabil de la 1 ianuarie 2005).

- de la CODEX - se preconizează obținerea unui aviz favorabil pentru modificarea standardului alimentelor dietetice, acțiune în curs de finalizare.

Asociațiile naționale membre reprezintă persoanele afectate de celiachie și dermatita herpetiformă Duhring din țara în care sunt înregistrate.

## Contacte
AOECS este în contact permanent cu cercetătorii din alimentație și medicină asupra progreselor cercetărilor curente și este implicată în mod activ în aceste cercetări. 
De asemenea, AOECS culege și distribuie în cadrul asociației informațiile primite. Este în relații strânse cu asociațiile nemembre, aspirante ca membru și asociațiile de celiachie din afara Europei.

## Activități
AOECS supravegheză piața de alimente din Europa în ceea ce privește respectarea legislației în vigoare și are rol de consultant pentru asociațiile de celiachie. Asociația poate acorda sigla spicului de grâu barat, care garantează securitatea produsului fără gluten achiziționat și consumat de bolnavii de celiachie.
AOECS informează publicul cu ajutorul paginilor web. De asemenea organizează acțiuni concertate de mediatizare a bolii celiace.